# 第65回NHK紅白歌合戦
『第65回NHK紅白歌合戦』（だいろくじゅうごかいエヌエイチケイこうはくうたがっせん）は、2014年（平成26年）12月31日（JST、以下同じ）に放送された通算65回目のNHK紅白歌合戦である。

## 概要
テーマは「歌おう。おおみそかは全員参加で！」。このテーマに合わせ、出場歌手全員参加を謳ったコーナーが多く設けられたほか、出場歌手のパフォーマンスに出場歌手全員で参加する演出が行われた。
司会者は吉高由里子（紅組）、嵐（白組）、有働由美子（総合司会）。
バナナマンと久保田祐佳が「紅白宣伝部員」として、PR番組『こちら紅白宣伝部』の司会を務めたほか、放送当日にはテレビ放送副音声『紅白ウラトークチャンネル』を担当した。デイリースポーツでは同コーナーでのバナナマンによる、主音声にとらわれない自由な進行と視聴者目線のトークが共感を集めたと報じている。
例年恒例となっている審査中のダイジェストコーナーは行われなかった。
- 9月4日 - 公式サイト上で放送時間が発表された[8]。
- 10月10日 - この日行われた記者会見で、今回の司会者とテーマが発表された[4]。この会見は有働が司会を務める『あさイチ』内で生中継された[9][10][11]。
- 11月20日 - 紅白宣伝部発足を発表[5]。
- 11月26日 - 今年の出場歌手を発表[12]。

同時にテレビ東京系アニメ『妖怪ウォッチ』のコーナーを放送することを発表。柴崎哲也プロデューサーは「お子さんにとても人気がある、そういう世代の皆さんに楽しんで頂けるシーンを作りたい」と出演理由を述べている。
- 12月23日 - ゲスト審査員が発表された[14]。
- 12月24日 - この年上期の連続テレビ小説『花子とアン』の出演者による特別編を実施することが発表された[15]。
- 12月25日 - 曲目と曲順が発表された[16]。
- 12月28日 - 中森明菜のゲスト出演が発表された[17]。
- 12月30日 - リハーサルが行われた。

## 当日のステージ

### 前半
- 番組冒頭、黒柳徹子とタモリが、司会を務めた第34回（1983年）当時の思い出を語った[18]。
- 前年で『紅白』を引退した浜崎あゆみに代わり、悲願の『紅白』初出場を決めたHKT48がトップバッターを飾り、『メロンジュース』でのロケットスタートで大会が開幕。
- 『妖怪ウォッチ』のキャラクターが会場をジャックし、「妖怪も人間も全員参加で歌おう」というテーマで、Dream5が「ようかい体操第一」、キング・クリームソーダが「ゲラゲラポーのうた」、嵐が「A・RA・SHI」を披露した[19]。
- SKE48とNMB48はメドレーで歌唱し、郷ひろみのステージにも参加した[20]。
- 郷ひろみのステージでは、日村勇紀（バナナマン）が乱入しダンスとジャケットプレイを披露した[21]。

- 水樹奈々のステージでは、水樹が青のドレスで「禁断のレジスタンス」を歌唱した後、白のドレスに早着替えし、レーザー光線の演出とともに登場したT.M.Revolutionとの共演で「Preserved Roses」を歌唱した[22]。

- 伍代夏子のステージでは、V6がバックダンサーを務めた。曲紹介では、メンバーの三宅健が「伍代さんの後ろで踊らさせる」と噛んで失言し、その後「踊らせていただく」と訂正した[23]。さらに、ステージでは履いていた草履が脱げるハプニングがあった[24]。 後日、伍代はラジオ番組で、三宅からお詫びの気持ちを綴った年賀状が届いたことを紹介し、バックダンサーを務めてもらったお礼に手紙付きで焼酎を送ったところ、お礼状が返って来たことを明かした[25]。

- 香西かおりと細川たかしは、酒にちなんだ曲を披露した。KABA.ちゃん、IKKO、クリス松村が「桃組」としてステージをプロデュースし、ふなっしーらが参加した[26]。

- 徳永英明は、フィギュアスケート選手の羽生結弦の映像をバックに歌唱した。曲紹介では、「今年1年、たくさんのことを経験しました。壁を乗り越えた先にまた壁がある。でも僕はそれを乗り越えていきたいと思います」という羽生からのメッセージが読み上げられた[27]。
- 天童よしみは、この年亡くなったやしきたかじんの「やっぱ好きやねん」をカバーした。天童は1993年にたかじん司会の関西ローカル番組の企画「目指せ紅白」に出演し、同年の紅白（第44回）に初出場を果たしていた[28]。
- 坂本冬美のステージでは、ももいろクローバーZがバックダンサーで参加した[29]。
- 森進一の応援には、持ちギャグの「ダメよ～ダメダメ」が流行語大賞に選ばれた日本エレキテル連合が駆けつけた。森は、曲中に「だめよだめだめ」という歌詞がある「年上の女」を歌唱した[30]。
- 和田アキ子のステージでは、SMAP、TOKIOなど多数の出演者が登場した[31]。

### 後半
- May J.は、映画『アナと雪の女王』のエンドソング「Let It Go～ありのままで～」を歌唱したが、企画コーナー『みんなで歌おう！アナと雪の女王』とは別のステージとなった[32]。
- SEKAI NO OWARIは、DJ LOVEがインフルエンザ感染のためリハーサルを欠席していたが、本番で復帰した[33]。
- Perfumeは、「Cling Cling」の世界観に合わせて、提灯型のドローンがPerfumeとともに踊る演出が行われた。
- ゴールデンボンバーのステージでは、間奏で樽美酒研二が羊に追われる映像が流れた後、ステージに登場した。ステージ上の椅子に座ると、羊の毛刈りの専門家によって丸刈りにされた。最後は初日の出が描かれたボードに顔を入れ、「はげましておめでとうございます」と言ってステージを締めた[34][35]。

- ももいろクローバーZは、メンバーの有安杏果がインフルエンザ感染により出場を辞退した。有安の着る予定だった緑の衣装は、他のメンバーのドレスに貼り付けられたほか、爪も有安カラーの緑のマニキュアで、客席のペンライトも緑一色で染まった[36]。曲中で佐々木彩夏が有安の顔写真を切り抜いたお面を右手で掲げると、事前に収録されたファン約9万人の合唱と共演した[37]。 曲紹介は、歌唱曲「My Dear Fellow」を入場曲に使用したニューヨーク・ヤンキース投手の田中将大が行った。
- 関ジャニ∞のステージでは、高校生のブラスバンドが演奏で参加した[38]。
- 氷川きよしと水森かおりは、豪華セットと豪華衣装で対決した。
- 水森かおりの衣装は、ファッションデザイナーの桂由美が担当した[39]。
- 五木ひろしは、この年亡くなった山口洋子が作詞した「よこはま・たそがれ」を初出場以来43年ぶりに歌唱した[40]。
- この年デビュー20周年のTOKIOの歌唱前、長瀬智也が「皆さんのお陰で20年間やってくることができました」と感謝を述べた後、「20年に一度のお願い」として「ここにいる皆さん、お立ち願いたい」と述べたほか、司会席にいた嵐、V6、関ジャニ∞に対して「YOUたちこっち来ちゃいなよ」とジャニーズ事務所創業者のジャニー喜多川風にステージに呼び込んだ[41]。
- 企画コーナー「みんなで歌おう！『アナと雪の女王』」では、 アメリカ・ニューヨークからの中継で、英語版でエルサを演じたイディナ・メンゼルと、日本語版でアナを演じた神田沙也加が共演した[42]。
- SMAPの歌唱前、メンバーの香取慎吾がゲスト審査員のタモリ（フジテレビ系列『森田一義アワー 笑っていいとも!』で共演）に向けて「お久しぶりです」と述べ、タモリが「毎週会ってたのにな」と返すやり取りがあった[43]。メドレー2曲目の「世界に一つだけの花」では、メンバー全員がステージを降りた後、タモリの目の前に座り込んで歌唱した。3曲目の「Top Of The World」では、作曲を担当したMIYAVIと共演した[44]。
- EXILEは、前年の紅白をもってパフォーマーから勇退したHIROを除く18人でのステージとなったが、HIROを含めた「19」と刺繍された衣装を着用した[45]。
- 薬師丸ひろ子は「Woman “Wの悲劇”より」を、編曲を担当した松任谷正隆との共演で歌唱した[46]。
- 長渕剛は、11年ぶりにNHKホールで歌唱した[47]。
- 4年ぶりに活動を再開した中森明菜は、TBS系『ザ・ベストテン2004』以来10年ぶりにテレビに生出演し、 アメリカ・ニューヨークのレコーディングスタジオから歌唱した[48]。
- 2回目の紅白出場だった中島みゆきは12年ぶりの出場だった。この年の朝ドラ『マッサン』の主題歌『麦の唄』を歌唱した。歌唱中、9秒間の短時間で早着替えをするというパフォーマンスがとられ歌唱後、録画した映像だと言われた。実際に中島みゆき本人は「あの早着替えは大変だった」と後に語っている。
- 美輪明宏の歌唱後、サザンオールスターズが31年ぶりに紅白に出演した。曲紹介は有働と中居正広（SMAP）が行った[49]。事前に予告されておらず、年越しライブ会場の神奈川県横浜市の横浜アリーナから生中継出演となり、「ピースとハイライト」「東京VICTORY」を歌唱した。この年越しライブは、元々WOWOWプライムが生中継すると決定しており、NHKがその映像を使用する形での同時放送となった（テロップはNHK、WOWOW別々に送出）[50]。なお、歌唱前に桑田佳祐がつけ髭をつけるパフォーマンスを行ったが、これがアドルフ・ヒトラーを真似たもので、「ピースとハイライト」の歌詞を含め当時の安倍内閣への批判ではないかという憶測が流れ、波紋を呼んだ[51][52]。これを受け、翌年1月15日にアミューズと桑田はウェブサイト上にコメントを掲載した。また、自身がパーソナリティを務めるラジオ番組『桑田佳祐のやさしい夜遊び』でコメントした。その中で「お客様に楽しんで頂ければという意図であり、他意は全くございません」「ヒットラーのつもりはまったくございません」「ちょび髭だって、本当はハゲヅラも被ろうかと思っていたけど要素が多いと思い直して止めたぐらいで、コントの小道具ですからね」と政治的な意図を否定した[51][53]。
- 白組トリの嵐の曲紹介は、ジャニーズ事務所の先輩であるV6の岡田准一と井ノ原快彦が行った。ステージでは、「感謝カンゲキ雨嵐」のサビ部分で一斉に宙に舞って客席上空をフライングする演出が行われた[54]。
- 紅組トリおよび大トリの松田聖子の歌唱後、麻布大学野鳥研究部がペンライトの数を集計。嵐の「ふるさと」を合唱したのち、結果が発表された[55]。

### 結果
- 前回のゲスト審査員の票に重きを置く形から、後述するとおり、地上デジタルテレビジョン放送、ワンセグの双方向機能などを重視したそれ以前の最終審査の得票数をそのまま反映させる形に戻された。
- デジタルテレビ以外は白組が優勢で、結果535,458対481,221で白組が優勝し、対戦成績も白組36勝、紅組29勝となった[56][57]。
- 嵐の5人を代表し、リーダーの大野がタモリから優勝旗を授与された。

## 出場歌手
紅組、      白組、      特別企画、      初出場、      返り咲き。
| 曲順 | 組   | 歌手名                 | 回 | 曲目                                     |
| ---- | ---- | ---------------------- | -- | ---------------------------------------- |
| 1    | 紅   | HKT48                  | 初 | メロンジュース                           |
| 2    | 白   | Sexy Zone              | 2  | 紅白にHITOMEBORE                         |
| 3    | 紅   | E-girls                | 2  | Highschool ♡ love                        |
| 4    | 白   | AAA                    | 5  | さよならの前に                           |
| 企画 | 企画 | Dream5                 |    | ようかい体操第一                         |
| 5    | 紅   | miwa                   | 2  | Faith                                    |
| 6    | 白   | 福田こうへい           | 2  | 東京五輪音頭                             |
| 7    | 紅   | SKE48                  | 3  | 不器用太陽                               |
| 8    | 紅   | NMB48                  | 2  | イビサガール                             |
| 9    | 白   | 郷ひろみ               | 27 | 99は終わらない                           |
| 10   | 紅   | 藤あや子               | 20 | あや子のお国自慢だよ〜がんばろな東北!!〜 |
| 11   | 白   | ポルノグラフィティ     | 13 | アポロ                                   |
| 12   | 紅   | 水樹奈々               | 6  | 紅白2014スペシャルコラボレーション」     |
| 12   | 白   | T.M.Revolution         | 5  | 紅白2014スペシャルコラボレーション」     |
| 13   | 白   | クリス・ハート         | 2  | 糸                                       |
| 14   | 紅   | 伍代夏子               | 21 | ひとり酒                                 |
| 15   | 白   | 三代目 J Soul Brothers | 3  | R.Y.U.S.E.I.                             |
| 16   | 紅   | 西野カナ               | 5  | Darling                                  |
| 17   | 紅   | 香西かおり             | 18 | 酒のやど                                 |
| 18   | 白   | 細川たかし             | 38 | 応援歌、いきます                         |
| 19   | 白   | 德永英明               | 9  | 花は咲く                                 |
| 20   | 紅   | 天童よしみ             | 19 | やっぱ好きやねん                         |
| 企画 | 企画 | キング・クリームソーダ |    | ゲラゲラポーのうた                       |
| 21   | 紅   | 坂本冬美               | 26 | 男の火祭り                               |
| 22   | 白   | 森進一                 | 47 | 年上の女                                 |
| 23   | 紅   | 和田アキ子             | 38 | 古い日記〜2014紅白スペシャル〜           |
| 24   | 白   | V6                     | 初 | WAになっておどろう                       |

| 曲順 | 組   | 歌手名               | 回 | 曲目                               |
| ---- | ---- | -------------------- | -- | ---------------------------------- |
| 25   | 紅   | 絢香                 | 7  | にじいろ                           |
| 26   | 紅   | May J.               | 初 | Let It Go〜ありのままで〜          |
| 27   | 白   | SEKAI NO OWARI       | 初 | Dragon Night                       |
| 28   | 紅   | Perfume              | 7  | Cling Cling                        |
| 29   | 白   | ゴールデンボンバー   | 3  | 女々しくて                         |
| 30   | 紅   | ももいろクローバーZ  | 3  | My Dear Fellow with Mononofu JAPAN |
| 31   | 白   | 関ジャニ∞            | 3  | オモイダマ                         |
| 32   | 白   | 氷川きよし           | 15 | ちょいときまぐれ渡り鳥             |
| 33   | 紅   | 水森かおり           | 12 | 島根恋旅                           |
| 34   | 白   | 五木ひろし           | 44 | よこはま・たそがれ                 |
| 35   | 紅   | いきものがかり       | 7  | GOLDEN GIRL                        |
| 36   | 紅   | きゃりーぱみゅぱみゅ | 3  | きらきらキラー                     |
| 37   | 白   | TOKIO                | 21 | LOVE YOU ONLY                      |
| 38   | 紅   | 神田沙也加           | 2  | 生まれてはじめて                   |
| 38   | 企   | イディナ・メンゼル   |    | Let It Go                          |
| 39   | 白   | SMAP                 | 22 | みんなで歌おう！SMAPメドレー       |
| 40   | 紅   | 椎名林檎             | 2  | NIPPON -紅白ボーダレス篇-          |
| 41   | 白   | EXILE                | 10 | NEW HORIZON                        |
| 42   | 紅   | 薬師丸ひろ子         | 初 | Woman "Wの悲劇"より                |
| 43   | 紅   | 石川さゆり           | 37 | 天城越え                           |
| 44   | 白   | 長渕剛               | 4  | 明日へ続く道                       |
| 企画 | 企画 | 中森明菜             | 8  | Rojo -Tierra-                      |
| 45   | 紅   | AKB48                | 7  | 心のプラカード                     |
| 46   | 白   | 福山雅治             | 7  | 2014スペシャルメドレー             |
| 47   | 紅   | 中島みゆき           | 2  | 麦の唄                             |
| 48   | 白   | 美輪明宏             | 3  | 愛の讃歌                           |
| 企画 | 企画 | サザンオールスターズ | 4  | ピースとハイライト                 |
| 企画 | 企画 | サザンオールスターズ | 4  | 東京VICTORY                        |
| 49   | 白   | 嵐                   | 6  | 2014 Thanks Medley                 |
| 50   | 紅   | 松田聖子             | 18 | あなたに逢いたくて〜Missing You〜  |

歌唱曲・出場回数に関する備考
1. ↑  現：timelesz
2. ↑  メンバーの中島健人・菊池風磨は過去にNYC boysとして1回出場。
3. ↑  中島・菊池・佐藤の3名が中心のシングルだが、紅白の舞台は5人体制で披露された。
4. ↑  前回は紅組であったため、白組としては2年ぶり4回目。
5. 1 2  『嵐meets妖怪ウォッチ』
6. ↑  「禁断のレジスタンス -Extended Mix-」「Preserved Roses」を順に披露。
7. ↑  ただし、第46回（1995年）でTOKIOのバックダンサー。第50回（1999年）の企画コーナーでゲスト出演。
8. ↑  メンバーの有安杏果はインフルエンザのため出場を辞退した。
9. ↑  現：SUPER EIGHT
10. ↑  企画コーナー 『みんなで歌おう！「アナと雪の女王」』
11. 1 2   アメリカ合衆国・ニューヨークからの中継。
12. ↑  「SHAKE」「世界に一つだけの花」「Top Of The World」を順に披露。
13. ↑  ただし、前回ゲスト歌手として出演。
14. ↑  紅組歌手として第53回（2002年）まで過去7回出場。放送内の紹介において「8回目」の記述があった。
15. ↑   アメリカ合衆国・ニューヨークのレコーディングスタジオからの中継。
16. ↑  メンバーと司会者、ゲスト審査員がそれぞれ「心のプラカード」と称したメッセージを披露した。歌唱の途中、カメラスタッフによるスイッチングミスで舞台袖が数秒間映ってしまい、川栄李奈・松井玲奈（SKE48としても出場）・山本彩（NMB48としても出場）の心のプラカードが表示されないハプニング（放送事故）もあった。3人の心のプラカードは年明けの2015年1月10日にBSプレミアムで放送された『AKB48 SHOW!』にてこのハプニングに触れた上で補足された。
17. ↑  神奈川県横浜市・パシフィコ横浜展示ホールからの中継。「HUMAN」「クスノキ」を順に披露。
18. ↑  東京都渋谷区・NHK放送センター・CT-101スタジオからの中継。
19. ↑  白組歌手として第34回（1983年）まで過去3回出場。他にメンバーの原由子が第42回（1991年）に紅組歌手として出場。同じく桑田佳祐が第61回（2010年）に特別ゲストで出演。
20. 1 2  神奈川県横浜市・横浜アリーナからの中継。
21. ↑  「感謝カンゲキ雨嵐」「GUTS !」を順に披露。

### 選考を巡って
- 初出場の5組は過去10年間で第61回（2010年）と並び最少。
  - V6はデビュー20年目にして初出場。メンバーの岡田准一が大河ドラマ『軍師官兵衛』に主演、同じくメンバーの井ノ原快彦が『あさイチ』の司会を務めるなどNHKの番組に多く出演、「今年、NHKの顔としてご活躍頂いたということはある」とこの年でのNHKでの活躍ぶりが決め手となった[59]。出場歌手発表会見は有働が司会を担当しており、V6の紹介場面では有働が『あさイチ』で共演する井ノ原を司会席に呼び、2人でV6メンバーにインタビューを行った[60][61][62]。
  - HKT48はAKB48グループとしてはAKB48、SKE48、NMB48に続く4組目の出場となった。選出理由は「人気者で支持も高かった。今年のがんばりを総合的に判断しました」としている[63]。
  - May J.は今年公開し、大ヒットを記録した映画『アナと雪の女王』の主題歌「Let It Go」をカバーし話題になった[64]。
  - 『アナと雪の女王』の日本語吹き替え版でアナ役を演じた神田沙也加が第62回（2011年）以来3年ぶりの出場。神田はTwitterで「2014年、素晴らしい締め括りが出来ますことを感謝しております。本当にありがとうございます」と出場報告をしている[65]。母親の松田聖子の出場も決まっており、2度目の親子出場となる。
    - しかし、神田は2021年12月18日に死亡したため、この回が最後の紅白歌合戦出場となった。

  - 薬師丸ひろ子はこれまでにゲスト審査員やゲストとして紅白に出演した事はあったが、正式枠出場歌手としては初選出。前年上期の連続テレビ小説『あまちゃん』に出演し、前回も同作の企画コーナーにゲスト出演したことがきっかけとなったことや、音楽活動を再開したことが要因となった[66]。当初薬師丸のステージについて、この年亡くなった高倉健を追悼する演出にする案もあった[67]が、高倉の映像などの使用許可を巡り、所属事務所「高倉プロモーション」との交渉が難航し、制作責任者の判断で、企画が取り止めになったという[68]。
  - SEKAI NO OWARIは前回は出場内定までこぎ着けながらも落選したとされるが、今回初出場となった[69]。
- 前回の出場歌手の中より、不選出となったのは計10組（紅：4、白：6）。※は紅白勇退・卒業を宣言した歌手。
  - 紅組：aiko、髙橋真梨子、DREAMS COME TRUE、浜崎あゆみ※
  - 白組：泉谷しげる、北島三郎※、コブクロ、サカナクション、ゆず、Linked Horizon
- 満79歳の美輪明宏は最年長出場記録を打ち立てた[70]。
- 森進一は北島三郎の勇退に伴い、今回の最多出場歌手となった。森は今回の出場決定後、スポーツニッポン（同年12月25日付）の取材に対し、「どこか節目でやめたい」と紅白出場の勇退を考えていることを明かしていた[71]。そしてその直後、北島が50回出場を機に勇退を表明したことや番組側の悩みであるマンネリを解消することを目的に、「50回出場を機に勇退したい」と改めて発言した。この発言は合わせて他歌手に対して「50回出場で定年にしたらどうか」との意を込めたモノと解釈されたが他の紅白常連歌手からは反発の声も相次いだ[72]。

### 曲順を巡って
紅組トリおよび大トリに松田聖子、白組トリに嵐が起用された。いずれもトリは初担当。また、嵐は男性では史上初の組司会とトリの兼任となった。
この両者の組み合わせについてはスポーツニッポンが2014年11月27日付け紙面でそれぞれ有力と報じ、2014年12月8日付け紙面ではスポーツニッポンと日刊スポーツがそれぞれ「内定」と報じている。一方、スポーツニッポンは2014年11月27日付紙面で嵐が大トリを務めることが浮上していると報じたほか、他のトリ候補として紅組では中島みゆき、白組ではここ4年間の担当者であるSMAPが挙がっていることも伝えた。
その他、トリ候補として報じられた歌手には、紅組では石川さゆり、白組ではこの年デビュー50周年を迎えた五木ひろし、長渕剛がいる。

## 司会者
- 紅組：吉高由里子（この年上期の連続テレビ小説『花子とアン』のヒロイン・村岡花子役）[4][81]
- 白組：嵐（大野智、櫻井翔、相葉雅紀、二宮和也、松本潤）[4]
- 総合：有働由美子（東京アナウンス室）[4]

紅組司会の吉高はテレビでの司会は初めて。司会発表会見で吉高は「（オファーを受けた瞬間について）“とんでもないことだよ!”と思いました。よくも本当に選んだなぁと。驚きは、2倍も3倍もすごかった。NHKさんの見方が変わりました」「（朝ドラの主役に抜擢した年に、NHKが）年末にかけてももう1回冒険してくれたその勇気に私は挑戦していきたい」と意気込みを語り、自身初となるテレビ司会については「危なっかしくありません? 危なっかしいと思う方は、チャンネルを変えて…」と述べ、横から櫻井に「（チャンネルを）変えないでください!」突っ込まれる場面もあった。また、歌唱への意欲についての質問には「私は（福山雅治やサザンオールスターズなどが所属する）アミューズに所属しています。（デビュー）10年で歌を出してないことを察して頂ければ。おあとがよろしいようで」と回答し、会場を笑わせた。また、吉高は2014年12月19日放送の『ニュースウオッチ9』でのインタビューで、自身が紅組司会を務めることについて、「（前年下期の連続テレビ小説『ごちそうさん』のヒロインである）杏ちゃんにしとけばいいじゃないとか、仲間さんの方が安定しているのにとか。何でこんないかだのような舟を選んだんだろう、大丈夫かな?」「（生放送で起こりうるアクシデントについて）不純な理由で期待されていてもいいやって思えるくらい超越してきました。何かやらかしてくれるんだろうって思って選ばれた、と言われても『そうですよね』ってなるし」「あんな年もうないよねっていうくらい面白い終わり方ができたら」と述べた。
白組司会はこの年デビュー15周年を迎えた嵐が5年連続で務める。NHKアナウンサー以外で史上初の5年連続での組司会。
総合司会は3年連続で有働が担当。

## 審査員
- ゲスト審査員（別記）
- 会場審査員（NHKホールの観客全員）
- デジタルTV審査員（総合テレビジョンの視聴者 定員なし）
- ワンセグ審査員（ワンセグ搭載型の携帯電話による審査 定員なし）
- アプリ審査員（スマートフォン・アプリによる審査 定員なし。第57回（2006年）より行われたケータイ審査員と第63回（2012年）より行われたスマートフォン審査員は今回は行われなかったため、これらに代わるものとなった）

## ゲスト出演者

### ゲスト審査員
- 中園ミホ（脚本家）：『花子とアン』の脚本を担当。
- 尾上松也（歌舞伎俳優）：歌舞伎界注目のプリンスとして歌舞伎界のみならず多方面で活躍。
- 蜷川実花（写真家・映画監督）：この年2020年東京オリンピック・パラリンピック組織委員会理事に就任。
- 山中伸弥（京都大学iPS細胞研究所所長）：2012年、ノーベル生理学・医学賞を受賞。2014年にiPS細胞を応用した手術を実施した。
- 井上真央（女優）：翌年の大河ドラマ『花燃ゆ』の主人公・杉文→久坂文→久坂美和役。第62回（2011年）の紅組司会。
- 阿部寛（俳優）：この年のBSプレミアム『ザ・プレミアム 超常現象』ナビゲーター。第38回モントリオール世界映画祭で審査員特別賞グランプリとエキュメニカル審査員賞を受賞した映画『ふしぎな岬の物語』に出演。
- 仲間由紀恵（女優）：『花子とアン』の葉山蓮子役。翌年には舞台『放浪記』で主演。第56回（2005年）、第57回（2006年）、第59回（2008年）、第60回（2009年）の紅組司会。
- タモリ（タレント）：翌年4月より放送の『ブラタモリ』第4シリーズにも出演し、1月6日にはそれに先駆け同番組の特別番組を放送。第34回（1983年）の総合司会。この年3月、長年司会を務めたフジテレビのバラエティー番組『森田一義アワー 笑っていいとも!』の放送が終了。
- 黒柳徹子（女優・タレント）：日本の放送界を見守り続けた“レジェンド”。第9回（1958年）、第31回（1980年）〜第34回の紅組司会。

通常、ゲスト審査員の人数は男女同数が基本だがこの年は4対5で男性が1人少ない恰好。
ゲスト審査員の発表前、スポーツニッポン（2014年11月27日付）が「井上の起用は内定。『花子とアン』の原案『アンのゆりかご 村岡花子の生涯』の著者・村岡恵理も有力。錦織圭の起用は微妙」と報じた。
番組側は北島三郎にゲスト審査員の打診を行い、本人が固辞したと報じられている。このため、男性が1人少なくなったとも伝えられている。

### スペシャルゲスト
- 中森明菜[17]
- サザンオールスターズ

### 花子とアン特別編
- 安東吉平（伊原剛志）：腰にさらしを何重にも巻き、痛み止めを4錠程度飲むほどの腰痛をおしての出演だった。結果、本番後に倒れたという[90]。
- 安東ふじ（室井滋）
- 安東吉太郎（賀来賢人）
- 安東かよ（黒木華）
- 安東→森田→益田もも（土屋太鳳）：土屋太鳳としていきものがかり、きゃりーぱみゅぱみゅの曲紹介にも登場[91]。
- 木場朝市（窪田正孝）
- 木場リン（松本明子）
- 徳丸武（矢本悠馬）
- 白鳥→勅使河原かをる子（近藤春菜）：近藤春菜（ハリセンボン）としてPerfumeの曲紹介にも登場[15]。
- 醍醐→安東亜矢子（高梨臨）
- 宇田川満代（山田真歩）
- 村岡英治（鈴木亮平）
- 村岡郁弥（町田啓太）
- 宮本龍一（中島歩）
- 嘉納伝助（吉田鋼太郎）

### 企画・応援ゲスト
- King & Prince：Sexy Zoneのサポート、平野紫耀、永瀬廉はヘッドセットマイク着用の上一部歌唱パートも担当。
- Snow Man：同上、向井康二、ラウール以外のメンバーが出演。
- ジェシー（SixTONES）：同上。
- Travis Japan、HiHi Jets：同上、メンバー全員が登場したわけではない。
- 原嘉孝（当時ジャニーズJr.）：同上。
- 塚地武雅（ドランクドラゴン）：『LIFE!〜人生に捧げるコント〜』とのコラボレーション企画で、前回同様イカ大王に扮して何度見切れるかに挑戦[92]。
- Dream5、キング・クリームソーダ、ウィスパー（声：関智一）、ジバニャン（声：小桜エツコ）、フユニャン（声：梶裕貴）、エメラルニャン、トパニャン、コマさん（声：遠藤綾）、ダイヤニャン、ルビーニャン、サファイアニャン、天野景太、熊島五郎太、ラッキィ池田[注 2]：企画コーナー「嵐meets妖怪ウォッチ」[93][94]。
- ふなっしー：藤あや子、香西かおり、細川たかし、AKB48のサポート[55][95]。
- ふじ丸くん、そばっち、むすび丸、たんぽ小町ちゃん、ペロリン、フラおじさん（東北地方のゆるキャラ）：藤あや子のサポート[81]。
- コロッケ[96]：『ごきげん歌謡笑劇団』の司会。ポルノグラフィティ〜水樹奈々×T.M.Revolutionの曲間で紅白公式アプリの紹介を担当。
- 玉山鉄二：この年下期の連続テレビ小説『マッサン』の主人公・亀山雅春役。クリス・ハートの曲紹介と、『マッサン』主題歌を歌う中島みゆきのサポート[91][81]。
- シャーロット・ケイト・フォックス：『マッサン』のヒロイン・亀山エリー役。クリス・ハート、いきものがかり、きゃりーぱみゅぱみゅの曲紹介と、『マッサン』主題歌を歌う中島みゆきのサポート[81]。
- 泉ピン子：『マッサン』の主人公の母およびヒロインの姑・亀山早苗役。クリス・ハートの曲紹介[81]。
歌手活動の経験がある泉は、かつて「歌手としての意地がある」と何度も紅白の応援出演を断ってきたが、「昨年は『あまちゃん』でみんなが出た。だから共演者みんなが狙っている。スケジュールを空けている」と出演をアピールしていた[97]。
- KABA.ちゃん、IKKO、クリス松村：香西かおり、細川たかしのサポート[98][95]。
- 日本エレキテル連合：森進一の曲紹介[81]、中間審査、AKB48のサポート。
- 福田彩乃：後半で吉高のものまねを披露し、会場を沸かせた。
- 田中将大（ニューヨーク・ヤンキース投手）：ももいろクローバーZの曲紹介[81]。
- イディナ・メンゼル（女優・歌手）：英語版『アナと雪の女王』のエルサ役。企画コーナー「みんなで歌おう！アナと雪の女王」[99]。

### 演奏ゲストなど
- 生本直毅：miwaのサポート[100]。
- 松任谷正隆：薬師丸ひろ子のピアノ伴奏担当[101]。
- 千住博：石川さゆりの背景を監修。
- MIYAVI：作曲を担当したSMAPの「Top Of The World」でギター演奏。
- 瀬尾一三：中島みゆきの「麦の唄」で指揮担当。
- 島村英二：同じくドラム伴奏。
- 古川望：同じくギター演奏。
- 富倉安生：同じくベース演奏。
- 小林信吾・矢代恒彦：同じくキーボード伴奏。
- 宮下文一：同じくバックコーラス担当。
- 平尾昌晃：エンディング「蛍の光」で指揮担当[102]。

### その他の番組担当者
- ラジオ中継：青井実、首藤奈知子（いずれも東京アナウンス室）[103]
- テレビ放送副音声『紅白ウラトーク』：バナナマン、久保田祐佳（東京アナウンス室）

## パブリックビューイング
今回は以下の箇所において、スーパーハイビジョンを用いたパブリックビューイングが開催された。
- 横浜赤レンガ倉庫（神奈川県横浜市中区）
- イオンシネマ幕張新都心（千葉県千葉市美浜区）
- NHK広島放送局（広島県広島市中区）

## 視聴率
視聴率は関東地区では前半35.1%（前回：36.9%）、後半42.2%（前回：44.5%）となり、いずれも前回を下回った。後半の視聴率は年間第2位で、FIFA（国際サッカー連盟）主催2014 FIFAワールドカップ・グループリーグC組 コートジボワール対日本戦（NHK総合、6月15日（現地時間・6月14日開催））の46.6%に届かなかった。
他地区でも微増微減があるもののほぼ横ばいとなっている。

## PRソング
テーマの「歌おう。おおみそかは全員参加で！」をモチーフにした「歌おうマーチ」がPRソングとなっている。作詞は箭内道彦、作曲は大友良英。同曲は紅白歌合戦当日までのTVスポットで流れるほか、本編オープニングでは出場歌手により歌唱された。